# Julia Lee (herečka)
Julia Lee (* 31. října 1975 Santa Fe, Nové Mexiko) je americká herečka.
V televizi debutovala v seriálu Buffy, přemožitelka upírů, kde si v letech 1997 a 1998 zahrála ve dvou epizodách Chanterelle/Lilly. Se stejnou postavou (tentokrát jako Anne Steeleová) se v letech 2001 a 2004 objevila v navazujícím seriálu Angel. Dále se představila v seriálech Čarodějky a Free Ride a hrála ve filmech, jako jsou a Ophelia Learns to Swim (2000), Osamělý mstitel (2003), Satan (2003), Skřípění (2003) a The Hillside Strangler (2004).